# Parlamentswahl in Frankreich 1986
Die Parlamentswahl in Frankreich 1986 fand am 16. März statt; in Saint-Pierre und Miquelon und in Wallis und Futuna fand die Stichwahl am 23. März statt.
Im Gegensatz zu den anderen Parlamentswahlen der Fünften Republik wurde nach dem Verhältniswahlsystem mit Parteilisten gewählt.
Letztendlich erhielt die RPR/UDF-Koalition nur eine Mehrheit von zwei Sitzen. Damit war zum ersten Mal in der Geschichte der Fünften Republik die parlamentarische Mehrheit gegen den Präsidenten gerichtet. Dennoch erhielt die Sozialistische Partei mehr Sitze als in den Umfragen vorhergesagt. Der FN konnte mit seinen 35 gewählten Abgeordneten eine Fraktion bilden. Der Niedergang der Kommunistischen Partei Frankreichs setzte sich fort. Mitterrand ernennt Chirac zum Premierminister. Die erste "Kohabitation" der Fünften Republik beginnt. Das neue Kabinett schafft das Verhältniswahlrecht für die nächsten Parlamentswahlen ab. Die "Kohabitation" endete mit den Parlamentswahlen 1988.

## Hintergrund
Seit der Wahl von François Mitterrand im Jahr 1981 war die präsidiale Mehrheit geteilt. Im März 1983 verzichtete Premierminister Pierre Mauroy auf das radikale gemeinsame Programm der Linken, das in den 1970er Jahren vereinbart worden war. Löhne und Preise wurden eingefroren. Diese Änderung der Wirtschaftspolitik wurde mit dem Willen begründet, im Europäischen Währungssystem zu bleiben. Ein Jahr später weigerten sich die kommunistischen Minister, im Kabinett von Laurent Fabius zu bleiben.
In der Opposition versuchten die beiden großen Rechtsparteien, ihre früheren Streitigkeiten zu vergessen. Sie konnten die Zwischenwahlen (Departementswahlen 1982, Kommunalwahlen 1983, Wahlen zum Europäischen Parlament 1984) gewinnen und die Regierung dazu zwingen, ihre Politik der Einschränkung der Finanzierung von Privatschulen 1984 aufzugeben. Die von Jacques Chirac geleitete Partei Rallye pour la République (RPR) gab die traditionellen dirigistischen und euroskeptischen gaullistischen Doktrinen über die Wirtschaft und die europäische Integration auf. Es gelang ihr, ein Wahlprogramm mit der Union für die französische Demokratie (UDF) zu unterzeichnen. Sie schlug insbesondere den Verkauf der von Präsident Mitterrand und Pierre Mauroy verstaatlichten Unternehmen vor.
Frankreich erlebte jedoch auch den Aufstieg der Nationalen Front (FN) bei den Wahlen. Ihr Anführer, Jean-Marie Le Pen, äußerte sich nationalistisch und fremdenfeindlich. Er sprach einen Teil der konservativen Wählerschaft an, vor allem einige RPR-Wähler. Die rechte Opposition war in der Frage eines Bündnisses mit dem FN gespalten. 1985 löste die Entscheidung von Präsident Mitterrand, bei den Parlamentswahlen das Verhältniswahlrecht wieder einzuführen, politische Empörung aus. Die RPR/UDF-Opposition warf ihm vor, er wolle den FN stärken, um die Republikanische Rechte zu schwächen, die laut Umfragen als Favorit galt. Das Verhältniswahlrecht war das einzige Wahlsystem, das die Wahl von Abgeordneten der FN ermöglichen sollte.
Während die Umfragen auf einen Sieg der RPR/UDF-Koalition hindeuteten, plädierte der ehemalige UDF-Premierminister Raymond Barre dafür, dass die nächste parlamentarische Mehrheit sich weigern sollte zu regieren, wenn Präsident Mitterrand nicht zurücktrete. Auf Anraten von Edouard Balladur stellte Jacques Chirac jedoch fest, dass ein Amtsenthebungsverfahren in der französischen Verfassung nicht vorgesehen ist. Stattdessen würde die nächste Mehrheit mit Mitterrand "kohabitieren". Das rechte Kabinett würde sein innenpolitisches Programm durchsetzen und Mitterrand würde die Kontrolle über die Außen- und Militärpolitik behalten.

## Ergebnis

Ergebnis nach Départements

### Metropolitan-Frankreich
| Listen                                         | Listen                                                                | Stimmen    | %    | Mandate |
| ---------------------------------------------- | --------------------------------------------------------------------- | ---------- | ---- | ------- |
|                                                | Parti socialiste                                                      | 8.642.661  | 31,5 | 205     |
|                                                | Rassemblement pour la République – Union pour la démocratie française | 5.859.922  | 21,3 | 141     |
|                                                | Rassemblement pour la République                                      | 3.059.124  | 11,1 | 70      |
|                                                | Parti communiste français                                             | 2.662.244  | 9,7  | 32      |
|                                                | Front national                                                        | 2.699.307  | 9,8  | 35      |
|                                                | Union pour la démocratie française                                    | 2.316.719  | 8,4  | 53      |
|                                                | Divers droite                                                         | 1.018.240  | 3,7  | 13      |
|                                                | Extrême gauche                                                        | 421.414    | 1,5  | –       |
|                                                | Écologistes                                                           | 339.876    | 1,2  | –       |
|                                                | Divers gauche                                                         | 267.922    | 1,0  | 4       |
|                                                | Mouvement des radicaux de gauche                                      | 107.606    | 0,4  | 2       |
|                                                | Extrême droite                                                        | 56.277     | 0,2  | –       |
|                                                | Régionalistes                                                         | 22.552     | 0,1  | –       |
| Gesamt                                         | Gesamt                                                                | 27.473.864 | 100  | 555     |
|                                                |                                                                       |            |      |         |
| Ungültige Stimmen                              | Ungültige Stimmen                                                     | 1.244.829  | 4,3  |         |
| Wähler                                         | Wähler                                                                | 28.718.693 | 78,5 |         |
| Wahlberechtigte                                | Wahlberechtigte                                                       | 36.586.132 |      |         |
|                                                |                                                                       |            |      |         |
| Quellen: Amtliche Statistik (Innenministerium) |                                                                       |            |      |         |

### Überseefrankreich
| Gebiet                      | Gebiet                   | Mandate |
| --------------------------- | ------------------------ | ------- |
| Départements d’outre-mer    | Guadeloupe               | 4       |
| Départements d’outre-mer    | Guyane                   | 2       |
| Départements d’outre-mer    | Martinique               | 4       |
| Départements d’outre-mer    | La Réunion               | 5       |
| Collectivités territoriales | Mayotte                  | 1       |
| Collectivités territoriales | Saint-Pierre-et-Miquelon | 1       |
| Territoires d'outre-mer     | Nouvelle-Calédonie       | 2       |
| Territoires d'outre-mer     | Polynésie                | 2       |
| Territoires d'outre-mer     | Wallis-et-Futuna         | 1       |
| Gesamt                      | Gesamt                   | 22      |

### Sitze insgesamt
| Gebiet                  | Gebiet                  | Sitze |
| ----------------------- | ----------------------- | ----- |
| Metropolitan-Frankreich | Metropolitan-Frankreich | 555   |
| Übersee-Frankreich      | 16. März                | 20    |
| Übersee-Frankreich      | 16./23. März            | 2     |
| Gesamt                  | Gesamt                  | 577   |

## Fraktionen
|                                                                        |                                                 |             |             |             |
| Fraktion                                                               | Fraktion                                        | Abgeordnete | Abgeordnete | Abgeordnete |
| Fraktion                                                               | Fraktion                                        | Mitglieder  | Assoziierte | Gesamt      |
|                                                                        | Socialiste (SOC)                                | 196         | 16          | 212         |
|                                                                        | Rassemblement pour la République (RPR)          | 147         | 8           | 155         |
|                                                                        | Union pour la démocratie française (UDF)        | 114         | 17          | 131         |
|                                                                        | Communiste (COM)                                | 32          | 3           | 35          |
|                                                                        | Front national – Rassemblement national (FN-RN) | 32          | 3           | 35          |
|                                                                        | Fraktionslose Abgeordnete                       | –           | –           | 9           |
| Gesamt                                                                 | Gesamt                                          | Gesamt      | Gesamt      | 577         |
|                                                                        |                                                 |             |             |             |
| Quelle: Journal officiel – Assemblée nationale, Séance du 2 Avril 1986 |                                                 |             |             |             |

## Bibliografie
- Les Élections legislatives de 1986, Ministère de l’intérieur